# Lychnophora staavioides
Lychnophora staavioides là một loài thực vật có hoa trong họ Cúc. Loài này được Mart. mô tả khoa học đầu tiên năm 1822.